# ساحة ستاتوتو

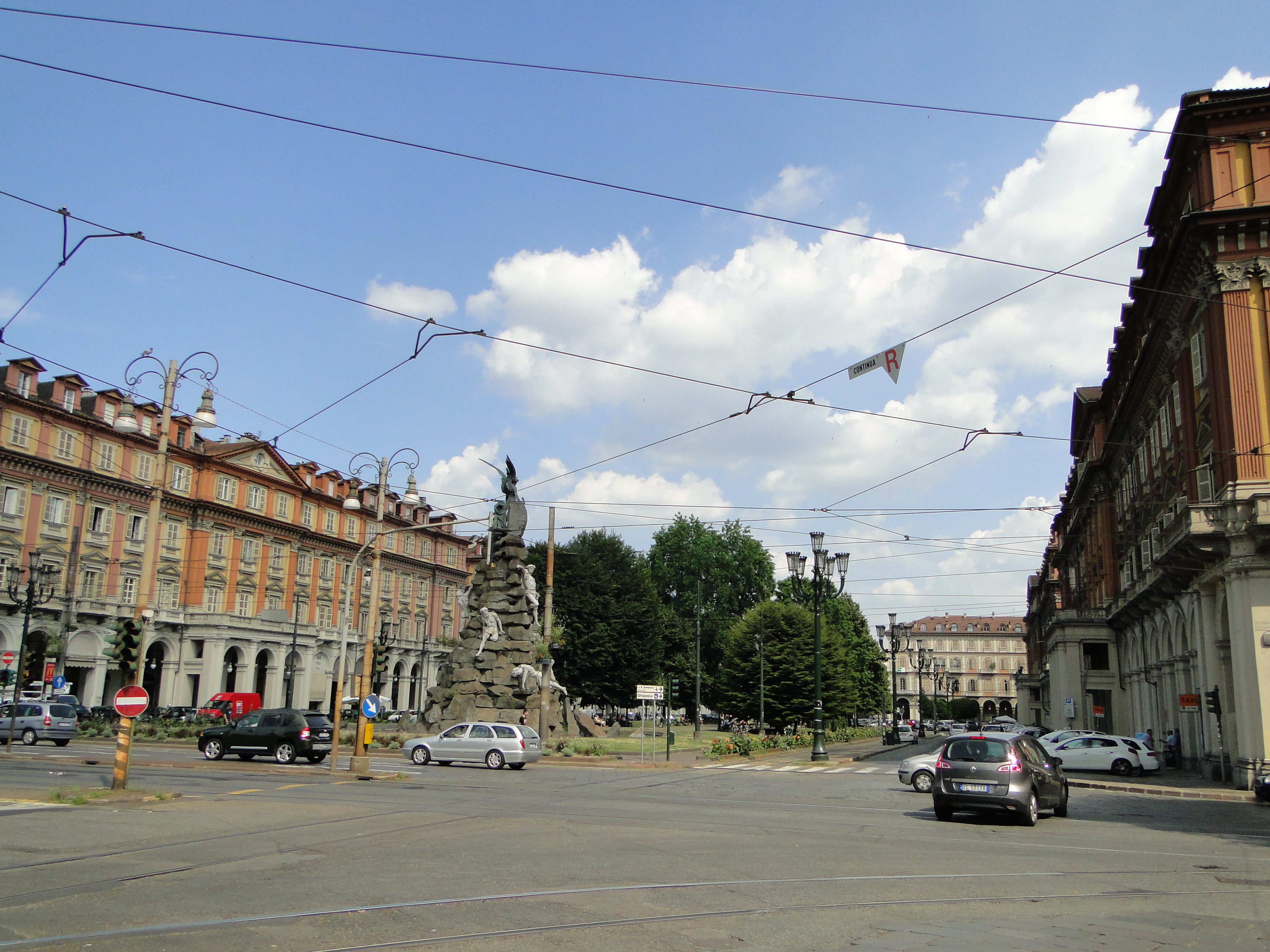
ساحة ستاتوتو.

ساحة ستاتوتو هي ساحة مدنية في تورينو بإيطاليا.
الساحة واحدة من أهم الساحات في الجزء الغربي من المركز التاريخي لمدينة تورينو. كانت آخر الساحات العظيمة في فترة توحيد إيطاليا في عاصمة سافوي، والتي تتميز بالمباني الأنيقة مع أروقة كبيرة على طول محيطها.
لها شكل ممدود وتتفرع منه العديد من الطرق: عبر لويجي سيبراريو وعبر سان دوناتو وكورسو فرانسيا التي كانت في العصر الروماني الامتداد الأولي للطريق المؤدي إلى بلاد الغال، وعبر غاريبالدي وديكومانوس ماكسيموس القديم للمستعمرة الرومانية جوليا أوغوستا تورينوروم والتي كانت تُعرف أيضًا باسم فيا درة غروسا.